# Campo Hípico de Goya (centro clandestino de detención)
En el predio del Campo Hípico de Goya funcionó un centro clandestino de detención (CCD) durante la última dictadura cívico militar de Argentina, entre 1976 y 1983,  donde permanecieron secuestrados y fueron torturados hombres y mujeres perseguidos por su militancia política, social y sindical, y donde fueron asesinadas varias personas

## Breve reseña
El mismo está ubicado en el Paseo de la Palmeras de la ciudad de Goya, provincia de Corrientes y pertenece a la Compañía de Telecomunicaciones 121 del Ejército Argentino, donde al menos dos edificaciones funcionaron como CCD. Las personas detenidas el Campo Hípico eran alojadas en la denominada “Casa de las Palmeras”, o en la guardería de lanchas junto al Riacho Goya, conocida como “La Pajarera”. En ciertos casos eran derivadas a otros CCD de la zona o a las cárceles de las ciudades de Corrientes y Resistencia.
Allí permanecieron secuestrados y fueron torturados hombres y mujeres perseguidos por su militancia política, social y sindical, entre ellos campesinos delegados de las Ligas Agrarias, docentes del Instituto José Manuel Estrada y personas vinculadas al Obispado local que había adquirido un compromiso con las causas populares de la mano del Obispo Monseñor Alberto Devoto.

## Señalización
El 28 de julio de 2014, la Secretaría de Derechos Humanos de la Nación, a través de la Red Federal de Sitios de Memoria, señalizó  el ex CCD Campo Hípico de Goya,  en el marco del 30° aniversario del fallecimiento del obispo Alberto Devoto. Durante el acto, se impuso el nombre de “Obispo Alberto Devoto” a un tramo de la Avenida Sarmiento que da al frente del Batallón de Ingenieros de Monte XII del Ejército Argentino (Compañía de Telecomunicaciones 121 durante la última dictadura). También se inauguró el Paseo de la Memoria, compuesto por veintisiete palmeras que representan a los militantes desaparecidos o asesinados de Goya, junto con el cartel que señaliza la “Casa de las Palmeras”, uno de los lugares de detención y torturas que conformaba el “Campo Hípico”.